# Dolmen del Coll del Trivi
El Dolmen del Coll del Trivi, també anomenat la Llosa o Túmul dels Gentils, és un monument megalític del límit dels termes comunals d'Eus, dins de l'antic terme de Coma, i Molig, tots dos a la comarca del Conflent, de la Catalunya del Nord.
És una mica lluny a ponent del Coll del Trivi (el nom serveix només com a referència), damunt del termenal de les dues comunes esmentades.
Es tracta d'un dolmen de possible galeria catalana considerat com a vertader d'entre els esmentats per Abélanet. Se'n conserven dues lloses verticals damunt de la qual hi ha la llosa plana que fa de coberta. Fou descobert per Joseph Jaubert de Réart el 1832.